# Mimmi Zetterström
Mimmi Zetterström (Gävle, 3 de marzo de 1843- París, 26 de mayo de 1885) fue una pintora sueca del siglo XIX.

## Biografía
Zetterström nació en Gävle (Suecia) en 1843. Desde los 24 años estudió en la Real Academia Sueca de Bellas Artes de Estocolmo, donde fue alumna del grabador y dibujante Josef Wilhelm Wallander. Fue una de las primeras alumnas del “Departamento de mujeres”, que existió entre 1864 y 1925.
Se trasladó posteriormente a París en la década de 1870, participando en el Salón de París y en la Exposición Universal de París de 1878. La artista murió en 1885.
La primera pintura suya que salió a subasta fue Vista de Estocolmo con barcos en aguas heladas subastada en Ewbank en 2014. Zetterström fue una de las artistas reivindicadas por Diana Larrea en la exposición ’De entre las muertas’ que hizo en la galería Espacio Mínimo.

## Obra
En sus cuadros, Zetterström representaba tanto escenas costumbristas como paisajes naturales de su país. En su Autorretrato de 1876, se representa junto al caballete en su estudio de París, pintando otro de sus cuadros, Dalfolk  (Gente de Dalarna), encontrándose ambas obras en la colección del Museo Nacional de Suecia.